# Дадиани, Вамех II
Вамех (II) Дадиани (груз.: ვამეყ დადიანი; ум. 1482) — западногрузинский феодал, эристав Одиши (Мегрельское княжество) с 1474 года до своей смерти в 1482 году.
Из мтаварского рода Дадиани (первая династия).

## Биография
Младший сын эристава Одиши Мамии II Дадиани (1396—1414), который был братом князя Липарита I (1414—1470). Вамех также приходится дядей по отцовской линии князю Шамадавле Дадиани.
Обстоятельства восшествия на мегрельский престол Вамеха II конкретно не упоминаются в грузинских источниках, но венецианский патриций Амброджо Контарини, прибыв в Мегрелию в июле 1475 года, застал страну в бедственном положении, вызванной смертью её предыдущего правителя.
Согласно летописи царевича Вахушти Багратиони, статус Вамеха был подтвержден его царственным сюзереном, царем Имеретии Багратом (VI) II. По мере того как Баграт становился сильнее, расширяя свое влияние в Восточной Грузии, в Картли, Вамех стремился защитить свою автономию от короны Багратионов.
В 1477 году он воспользовался отсутствием Баграта в Картли и в союзе с абхазами и гурийцами вторгся в Имеретию. Побежденный вернувшимся царем, Вамех запросил мира и умолял Баграта оставить его в качестве эристава в обмен на клятву верности.
Потом умер Шамадавле Дадиани лета Христова 1474, грузинского 162 и сел Дадианом дядя его Вамик, с благословения же царя Баграта. Сей Вамик не захотел большего усиления царя Баграта, призвал абхазов и Гуриела и начал нападать, разорять и захватывать [земли] Имерети. Услышал это находящийся в Картли царь Баграт и отправился немедленно с большим войском, ибо захватил с собой и картлийцев. И с прибывшим в Одиши [Багратом] сразился Вамик Дадиани и было сражение сильное лета Христова 1473, грузинского 165 и погибли многие. Затем Вамик Дадиани был побежден, а царь Баграт вступил в Одиши, взял крепости и захватил Одиши. Видя это, Вамик Дадиани взмолился и обещал верность и подчинение клятвенно и просил], чтобы его же оставили Дадианом. И так как царь Баграт имел другие намерения в отношении Картли, поставил вновь Вамика Дадианом, поклявшегося в верности, затем взял с собой Дадиана с войском и пришел в Картли усиленным и осадил крепости царя Константина.Вахушти Багратиони, история царства Грузинского (жизнь Имерети)
Баграт помиловал его и пригласил Вамека сопровождать его в новой военной кампании в Картли.
Смерть Баграта в 1478 году предоставила Вамеху возможность отомстить за свое унижение, подорвав попытку сына покойного царя Баграта, Александра II, наследовать корону Имеретии и помогая соперничающему монарху, Константину II из Картли, захватить Имеретинское царство в 1479 году.

## Смерть
Вамех умер в 1482 году, и ему наследовал его внучатый племянник, Липарит II Дадиани.
После того умер Вамик Дадиани лета Христова 1482, грузинского 170 и Дадианом сел Липарит, сын Шамадавле Дадиана.Вахушти Багратиони, история царства Грузинского (жизнь Имерети)